# Gisela Fischer (Schauspielerin, um 1870)

Gisela Fischer als Briefchristel im „Vogelhändler“

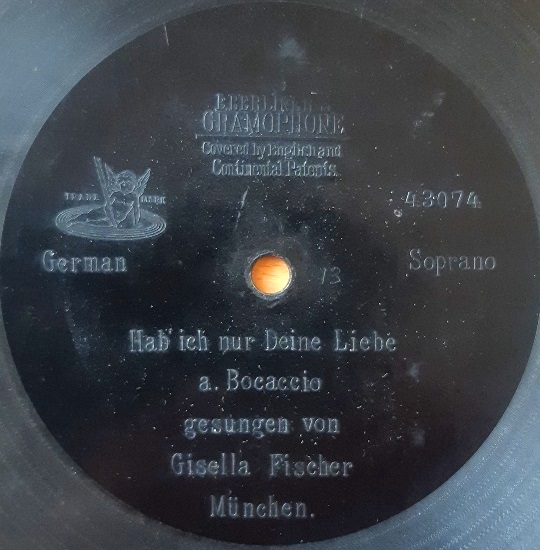
Schallplatte von Gisela Fischer (München 1901)

Gisela Fischer (* um 1870 – nach 1925) war eine österreichische Theaterschauspielerin und Sängerin des 19. und 20. Jahrhunderts.

## Leben
Fischer, eine Wienerin, begann ihre Theaterlaufbahn 1889 als Operettensängerin in Danzig. Sie erprobte sich am Anfang ihrer Karriere auf verschiedenen mittleren Bühnen Deutschlands, u. a. war sie in der Spielzeit 1891/92 am Stadttheater Frankfurt am Main engagiert, bevor sie 1894 nach Berlin ans Adolf-Ernst-Theater kam. 1895 trat sie zum Friedrich-Wilhelmstädtischen-Theater über und wurde 1896 Mitglied des Lindentheaters, wirkte 1897 am Dresdner Residenztheater, kehrte sodann auf ein Jahr nach Berlin und zwar ans Metropoltheater zurück und wurde 1900 für die Vereinigten Theater in München gewonnen, wo sie am Gärtnerplatztheater als Putzmacherin „Tessa“ in der Operette Die Afrikareise von Franz von Suppè debütierte. Dort verblieb sie bis mindestens 1913. Während des Ersten Weltkriegs ist ein Auftritt in Prag nachweisbar, ebenso 1925 am Lustspielhaus in München. Ihr weiterer Lebensweg ist unbekannt.
Fischer war seit 1901 mit ihrem Kollegen Viktor Senger verheiratet.
Sie hinterließ sechs Aufnahmen aus Operetten auf Berliner Records (München 1901).